# Волков, Максим Александрович
Максим Александрович Волков (1895, д. Сушково, Калужская губерния — 1954, Москва) — советский партийный и государственный деятель, и. о. председателя Саратовского облисполкома (1937—1940).

## Биография
Член РКП(б) с 1918 г. В 1930 г. окончил Курсы марксизма-ленинизма при ЦК ВКП(б).
- 1915—1918 гг. — в русской армии,
- 1918—1920 гг. — военком Боровенской волости (Калужская губерния), председатель исполнительного комитета Боровенского волостного Совета,
- 1920—1921 гг. — председатель исполнительного комитета Мосальского уездного Совета (Калужская губерния),
- 1921 г. — заведующий Калужской губернской рабоче-крестьянской инспекцией,
- 1921—1923 гг. — заместитель ответственного секретаря Калужского губернского комитета РКП(б),
- 1923—1924 гг. — ответственный секретарь Ярцевского уездного комитета РКП(б) (Смоленская губерния),
- 1924—1925 гг. — заместитель ответственного секретаря Смоленского губернского комитета РКП(б)
- 1925—1926 гг. — ответственный секретарь Сыр-Дарьинского губернского комитета РКП(б) — ВКП(б),
- 1926—1928 гг. — ответственный секретарь Уральского губернского комитета ВКП(б),
- май-сентябрь 1928 г. — ответственный секретарь Уральского окружного комитета ВКП(б),
- апрель-август 1930 г. — ответственный секретарь Вологодского окружного комитета ВКП(б),
- 1930—1931 гг. — заведующий сектором партийных кадров Организационно-инструкторского отдела ЦК ВКП(б),
- 1931—1937 гг. — председатель ЦК Союза работников сельскохозяйственного машиностроения СССР,
- 26 января—10 февраля 1934 года делегат XVII съезда ВКП(б) с совещательным голосом[1].
- 1937—1940 гг. — и. о. председателя исполнительного комитета Саратовского областного Совета,
- 1940-? гг. — заведующий отделом кадров Государственного Арбитража при Совете Министров СССР.

Скончался в Москве, будучи в должности главного государственного арбитра при Совете Министров СССР